# شعله کوین
شعله کوین (به انگلیسی: Sholeh A. Quinn) دانشیار دانشگاه کالیفرنیا، مرسد است و از پدری آمریکایی و مادری ایرانی متولد شد. او لیسانسش را در ۱۹۸۳ از دانشگاه کالیفرنیا، سانتا باربارا و فوق لیسانس و دکترایش را در ۱۹۸۵ و ۱۹۹۳ از دانشگاه شیکاگو گرفته است. دکتر کویین متخصص در تاریخ ایران قرن ۱۶ و ۱۷ میلادی است با تاکید مخصوص بر تاریخ‌نگاری یا سنت نوشتن گاهشماری در دوران خاندان صفوی است. پروژه های اخیر او شامل زندگانی شاه عباس صفوی و مطالعه مقایسه ای سنت تاریخ‌نگاری ایران در هند گورکانی و ایران صفوی در دوران آغازین مدرن است.  

## آثار
- Dreaming Across Boundaries: The Interpretation of Dreams in Islamic Lands (Ilex Series)
- Shah Abbas (Makers of the Muslim World) by Sholeh Quinn (Dec 16, 2014)
- Historical Writing During the Reign of Shah 'Abbas: Ideology, by Sholeh A Quinn (Jul 2000)
- Quinn, Sholeh. “HISTORIOGRAPHY vi. SAFAVID PERIOD”. In Encyclopædia Iranica. vol. XII. 2004. 363-367
- Quinn, Sholeh. “FŪMANĪ, ʿABD-AL-FATTĀḤ”. In Encyclopædia Iranica.
- Quinn, Sholeh. “KETĀB-E IQĀN”. In Encyclopædia Iranica.
- Quinn, Sholeh. “ḤASAN BEG RUMLU”. In Encyclopædia Iranica.